# Maxdorf (Nadrenia-Palatynat)
Maxdorf – miejscowość i gmina w Niemczech, w kraju związkowym Nadrenia-Palatynat, w powiecie Rhein-Pfalz, siedziba gminy związkowej Maxdorf. 